# Cinommata bistrigata
Cinommata bistrigata är en fjärilsart som beskrevs av Butler 1882. Cinommata bistrigata ingår i släktet Cinommata och familjen påfågelsspinnare. Inga underarter finns listade i Catalogue of Life.